# JavaBeans
JavaBeans（ジャバ ビーンズ）とは、Javaで書かれた再利用可能なソフトウェアコンポーネントまたはその技術仕様のこと。1997年後半に登場。JDKのjava.beansパッケージと共にRAD環境の構築を支援するために作られた。現在ではjava.beansパッケージの技術を活用し、RAD環境の構築に限らずJSP等幅広い用途で利用されている。

## 概要
Java Beansはプログラムの再利用を目的としており、汎用的なロジックで構成されているクラスである。Javaで作成された移植可能なプラットフォームに依存しないコンポーネント・モデルで、JavaBean仕様に従う。
サーバーサイド向けのJavaBeansはEnterprise JavaBeansと呼ばれている。
java.beansパッケージには、Beanの要件に沿ったGUIコンポーネントを編集するためのインターフェースとなるクラスが用意されており、それらのクラスを利用することでRAD環境の開発者はGUIコンポーネントのクラスに依存しないRAD環境を構築することができると共に、構築を効率化することができる。

## Beanの必要条件
- publicで引数なしのコンストラクタが必要
- メソッドの命名規則に従わなくてはならない(getter/setterメソッドが必要など)
- シリアライズ可能でなくてはならない

など。

## 役割
java.util.Observableやjava.beans.PropertyChangeSupportと組み合わせることでModel View Controller（MVC）ではModelに相当する役割をさせることができる。